# Forze interne dell'Azerbaigian
Funzioni, doveri e principi di base delle forze interne del Ministero degli affari interni della Repubblica dell'Azerbaigian sono definiti dalla legge della Repubblica dell'Azerbaigian sullo status delle forze interne (1994).
Proteggere gli interessi degli individui, della società e dello stato, tutelare i diritti costituzionali e le libertà dei cittadini da intrusioni criminali, proteggere importanti strutture statali, strutture di comunicazione, proteggere l'ordine pubblico, garantire la sicurezza pubblica negli eventi pubblici, prevenire le rivolte. Così come altri compiti stabiliti dalla legge è una delle parti strutturali più importanti del Sistema unificato del Ministero degli affari interni della Repubblica dell'Azerbaigian, che prevede l'organizzazione di forze interne e il controllo diretto sulle forze.

## Storia
Le forze interne sono state create con il decreto del Presidente della Repubblica dell'Azerbaigian nel 1991. Il 12 marzo, il decreto presidenziale del 9 marzo 1995 è determinato il "Giorno delle forze interne", i cui principi, funzioni e doveri interni sono determinati dalla legge sullo status delle forze interne del 1994.
Nel 2013, il vice ministro degli Interni Luogotenente Shahin Mammadov è il comandante delle forze interne dell'Azerbaigian.

## Doveri
- Insieme ad altri organismi degli affari interni, partecipa alla protezione dell'ordine pubblico attraverso il servizio di pattuglia nelle città e in altre aree residenziali, e garantisce anche la sicurezza pubblica durante gli eventi pubblici;
- Protegge importanti strutture pubbliche, strutture di comunicazione, carichi speciali;
- Partecipa alla ricerca e al sequestro di persone che entrano nell'area protetta;
- Protegge i magazzini e le basi militari della direzione principale dei materiali e del supporto tecnico del Ministero degli affari interni della Repubblica dell'Azerbaigian;
- Assiste le autorità locali adottando misure immediate per salvare le persone, proteggere la proprietà perduta e proteggere l'ordine pubblico durante incidenti, incidenti, incendi, calamità naturali e altre emergenze, nonché il regime legale dello stato di emergenza; aiuta a prevenire i disordini di massa nei luoghi di detenzione;
- se necessario, partecipa alla protezione del territorio della Repubblica dell'Azerbaigian

Altri doveri delle forze interne possono essere delegati solo dalla legge. Le attività delle forze interne sulla legislazione militare, la carta, il servizio dei militari sono regolate da atti normativi militari stabiliti per le forze armate. Il comandante delle forze interne obbedisce direttamente al ministro degli Interni e al suo vice.
Con il decreto del Presidente della Repubblica dell'Azerbaigian dall'11 marzo 2002, le regole "Sulla bandiera di combattimento delle forze interne della Repubblica dell'Azerbaigian", "Descrizioni della bandiera delle forze del ministero dell'Interno della Repubblica dell'Azerbaigian", "Emblema del Ministero degli Interni del Ministero degli Affari Interni della Repubblica dell'Azerbaigian", Regolamento approvato ed emblema delle truppe interne del Ministero degli Affari Interni Della Repubblica dell'Azerbaigian.
In conformità con la Costituzione della Repubblica dell'Azerbaigian e con i Regolamenti sul servizio militare, il periodo di servizio per le persone con l'istruzione superiore è di 12 mesi e di 18 mesi per le altre persone.
Le forze interne collaborano con gli organi competenti della Repubblica Turca, della Repubblica Popolare Cinese, degli Stati Uniti e di altri stati.

## Reggimento educativo di forze interne
Il reggimento funziona sulla base del centro di addestramento delle forze interne dal 2003. Il sistema educativo usa anche gli standard della NATO. Lo scopo dei corsi è quello di migliorare le abilità professionali, militari e fisiche, addestrando comandanti e unità di plotone. I seguenti corsi funzionano nel reggimento:
Corso di formazione di sergenti con un corso di ufficiale di specializzazione (6 mesi) Corso di perfezionamento di ufficiali e sergenti (4 mesi) Corso accademico (1 mese).

## Scuola militare superiore di forze interne
La Scuola superiore militare delle forze interne del Ministero degli affari interni è stata istituita con il decreto del Presidente della Repubblica dell'Azerbaigian il 25 febbraio 2011 sulla base della Scuola militare speciale di forze interne. La Carta della Scuola militare superiore è stata approvata dal decreto del Presidente della Repubblica dell'Azerbaigian il 9 luglio 2012. La Scuola militare superiore di forze interne si trova a Baku. Il capo della scuola è il maggiore generale İlqar Məmmədov.
La scuola militare è responsabile dell'addestramento del personale, dell'istruzione militare speciale, del miglioramento della specializzazione degli ufficiali militari e della conduzione di ricerca e sviluppo. La durata della formazione è quattro anni ed i corsi di formazione e le materie sono definiti in relazione al Sistema europeo di trasferimento dei crediti (ECTS), che garantisce il riconoscimento accademico degli studi all'estero.
I diplomati della Scuola militare superiore ricevono la specialità "Ufficiale con la più alta istruzione militare speciale" e ricevono il grado militare di tenente. Allo stesso tempo, ricevono la specializzazione Civile "Insegnante di educazione fisica e formazione pre-coscrizione" con un diploma di laurea.